# Adalberto Peñaranda
Adalberto Peñaranda Maestre (El Vigía, 31 de mayo de 1997) es un futbolista venezolano nacionalizado español que juega como delantero en el Deportivo Táchira de la Primera División de Venezuela. Es internacional absoluto con la selección de Venezuela.

## Trayectoria

### Inicios
Al principio aspiraba a ser golfista, actor y chef de clase, soñaba con tener su premio Michelin, pero era difícil que ocurriera eso, de ahí, comenzó a jugar al fútbol en El Vigía, destacando en las categorías sub-10, sub-12 y sub-14. Los goles conseguidos en el campeonato municipal de El Vigía le bastaron para ser convocado a la selección de Mérida, selección con la que jugó un campeonato nacional en Venezuela, siendo campeón, máximo goleador y mejor jugador del torneo, una buena actuación en la final de dicho torneo le bastó para que Rafael Dudamel lo recomendara al extinto Real Esppor club que desaparecería posteriormente y su lugar en la liga sería tomado por el Deportivo La Guaira. 

### Deportivo La Guaira
Comenzó su trayectoria profesional en el Deportivo La Guaira donde convirtió 30 goles en 37 partidos. Estuvo a prueba el verano de 2013 en el Real Madrid donde entreno con el Cadete B. A pesar de fichar por el Watford, la normativa de la Federación inglesa impidió su inscripción por lo que acabó recalando en las filas del Udinese Calcio en el verano de 2015. Por esa época recibió un disparo en la pierna que casi trunca su carrera.

### Udinese Calcio
El club italiano lo fichó y lo cedió al Granada C. F. para que tuviera más continuidad.

### Granada C. F.
En el Granada C. F. comenzó la temporada con el equipo filial, donde jugó 9 partidos y marca 3 goles en Segunda B. 
Hizo su debut oficial con el primer equipo el 24 de noviembre de 2015 en un partido de la 13.ª jornada de la Primera División contra el Athletic Club en el cual jugó como titular y su equipo consiguió la primera victoria como local en el torneo.
Marcó su primer doblete el 12 de diciembre de 2015, en el partido de la 16.ª jornada de la Primera División disputado en el Estadio Ciudad de Valencia contra el Levante U. D., y que finalizó con el resultado de 2-1 a su favor. Se convirtió, con 18 años y 195 días, en el extranjero más joven que marcaba un doblete en dicha liga, desde Lionel Messi con el Fútbol Club Barcelona en el año 2005).
El 1 de enero de 2016, propiedad del equipo andaluz, fue fichado por el Watford de la Premier League, pero seguiría jugando a préstamo en el Granada C. F.

### Vuelta al Udinese Calcio
A mediados de 2016 fue dado a préstamo por el Watford al Udinese Calcio, donde jugó siete partidos en seis meses.

### Málaga C. F.
El 1 de enero de 2017 se llegó a un acuerdo para ceder al futbolista al Málaga C. F. En dicho equipo, jugaría 16 partidos: trece en Liga y tres en Copa.

### Watford F. C.
Para la temporada 2018-2019 regresó al Watford para jugar dicha temporada con el equipo inglés, que le fichó en enero de 2016. El 23 de noviembre de 2018 firmó un nuevo contrato con el club por cinco años, además recibió su permiso de trabajo para poder jugar en la Premier League.
El 27 de agosto de 2019 marcó su primer gol con el club ante el Coventry City F. C. en la Carabao Cup.

### Nuevas cesiones
El 2 de septiembre de 2019 llegó en condición de cedido al K. A. S. Eupen belga hasta el final de la temporada. Un año después fue prestado al P. F. C. CSKA Sofía búlgaro.
El 12 de julio de 2021 volvió a ser cedido, esta vez a la Unión Deportiva Las Palmas de la Segunda División de España. Aquí empezaría un nuevo camino como futbolista profesional después de varias polémicas sucedidas en torno a su profesionalidad. Gracias al buen inicio de temporada con la U.D Las Palmas sería convocado a la selección de Venezuela en busca de minutos

## Selección nacional

### Categorías inferiores
Jugó en el Sudamericano Sub-17 de 2013 celebrado en Argentina en la cual Venezuela resultó ser subcampeón, jugando 2 partidos y sin haber metido goles.
Esto lo clasificó a la Copa Mundial de Fútbol sub-17 de 2013 celebrada en los Emiratos Árabes Unidos, pero en esta ocasión, Venezuela no pasó de la primera fase, Peñaranda jugaría nuevamente 2 partidos sin haber metido goles. 
En la selección sub-20, jugó los Juegos Centroamericanos y del Caribe del año 2014 celebrados en México, en la que Venezuela quedaría subcampeona, y Peñaranda haría gol 
Participó en el Sudamericano de 2015 celebrado en Uruguay, en el cual, Venezuela se despediría del torneo en fase de grupos. 
Venezuela clasificaría en tercer lugar en el Sudamericano sub-20 celebrado en Ecuador y fue convocado para el Mundial sub-20 de 2017 celebrado en Corea del Sur.
En dicho torneo, Venezuela haría historia tras llegar a un subcampeonato y él fue una de sus máximas figuras. Debutó en el partido contra Alemania en el que Venezuela le ganó por un 2-0, después Venezuela golearía a Vanuatu 7-0, seguido de una derrota a México por un 1 a 0 cerrando su participación en fase de grupos.
En octavos de final, Venezuela clasificaría por primera vez a los cuartos de final tras ganarle a Japón en la prórroga. En cuartos se enfrentaron a Estados Unidos y en la prórroga haría el primer gol del partido, siendo el resultado final de 2-1.
En semifinales, Venezuela se enfrentaba a la campeona del sudamericano, Uruguay. Debido a que el partido terminó en un agónico empate 1-1, se fueron a la tanda de penales, donde Venezuela ganó por un marcador de 5-3 y él anotó uno de ellos.
Ya en la final, Venezuela se enfrentaría contra Inglaterra, cayendo por 1-0 y poniendo fin al sueño vinotinto de ser campeones.

### Selección absoluta
Jugó con Venezuela en la Copa América Centenario durante la fase grupos. Venezuela ganaría sus 2 primeros partidos por un 1 a 0, y empataría con México 1-1. Quedaron eliminados en cuartos de final tras perder contra Argentina 4-1. Fue elegido mejor jugador Joven del torneo.                                                                                                                                                       

### Participaciones internacionales
| Selección                             | Competición                           | Sede           | Resultado        | Partidos | Goles |
| ------------------------------------- | ------------------------------------- | -------------- | ---------------- | -------- | ----- |
| Sub-17                                | Sudamericano Sub-17 de 2013           | Argentina      | Subcampeón       | 2        | 0     |
| Sub-17                                | Copa Mundial de Fútbol Sub-17 de 2013 | EAU            | Primera fase     | 2        | 0     |
| Sub-20                                |                                       |                |                  |          |       |
| Juegos Centroam. y del Caribe de 2014 | México                                | Subcampeón     | 5                | 1        |       |
| Sudamericano Sub-20 de 2015           | Uruguay                               | Primera fase   | 3                | 0        |       |
| Copa Mundial de Fútbol Sub-20 de 2017 | Corea del Sur                         | Subcampeón     | 7                | 2        |       |
| Absoluta                              | Copa América Centenario               | Estados Unidos | Cuartos de final | 3        | 0     |
|                                       |                                       |                |                  | 22       | 3     |

## Estadísticas

### Clubes
Actualizado el 18 de enero de 2023.
| Deportivo la Guaira · Venezuela                                                                   | 1.ª           | 2013-14       | 18  | 1  | -  | - | 0 | 0 | 18  | 1  |
| Deportivo la Guaira · Venezuela                                                                   | 1.ª           | 2014-15       | 19  | 3  | -  | - | 2 | 0 | 21  | 3  |
| Deportivo la Guaira · Venezuela                                                                   | Total club    | Total club    | 37  | 4  | -  | - | 2 | 0 | 39  | 4  |
| Granada C. F. "B" (préstamo) · España                                                             | 2.ª B         | 2015-16       | 9   | 3  | -  | - | - | - | 9   | 3  |
| Granada C. F. "B" (préstamo) · España                                                             | Total club    | Total club    | 9   | 3  | -  | - | - | - | 9   | 3  |
| Granada C. F. (préstamo) · España                                                                 | 1.ª           | 2015-16       | 23  | 5  | 4  | 0 | - | - | 27  | 5  |
| Granada C. F. (préstamo) · España                                                                 | Total club    | Total club    | 23  | 5  | 4  | 0 | - | - | 27  | 5  |
| Udinese Calcio (préstamo) · Italia                                                                | 1.ª           | 2016-17       | 6   | 0  | 1  | 0 | - | - | 7   | 0  |
| Udinese Calcio (préstamo) · Italia                                                                | Total club    | Total club    | 6   | 0  | 1  | 0 | - | - | 7   | 0  |
| Málaga C. F. (préstamo) · España                                                                  | 1.ª           | 2016-17       | 3   | 0  | 0  | 0 | - | - | 3   | 0  |
| Málaga C. F. (préstamo) · España                                                                  | 1.ª           | 2017-18       | 13  | 0  | 0  | 0 | - | - | 13  | 0  |
| Málaga C. F. (préstamo) · España                                                                  | Total club    | Total club    | 16  | 0  | 0  | 0 | - | - | 16  | 0  |
| Watford F. C. Inglaterra                                                                          | 1.ª           | 2018-19       | 0   | 0  | 2  | 0 | - | - | 2   | 0  |
| Watford F. C. Inglaterra                                                                          | 1.ª           | 2019-20       | 0   | 0  | 1  | 1 | - | - | 1   | 1  |
| Watford F. C. Inglaterra                                                                          | 2.ª           | 2020-21       | 0   | 0  | 1  | 1 | - | - | 1   | 1  |
| Watford F. C. Inglaterra                                                                          | Total club    | Total club    | 0   | 0  | 4  | 2 | - | - | 4   | 2  |
| K.A.S. Eupen (cesión) · Bélgica                                                                   | 1.ª           | 2019-20       | 5   | 0  | 1  | 0 | - | - | 6   | 0  |
| K.A.S. Eupen (cesión) · Bélgica                                                                   | Total club    | Total club    | 5   | 0  | 1  | 0 | - | - | 6   | 0  |
| PFC CSKA Sofía Bulgária                                                                           | 1.ª           | 2020-21       | 5   | 0  | 2  | 0 | 2 | 0 | 9   | 0  |
| PFC CSKA Sofía Bulgária                                                                           | Total club    | Total club    | 5   | 0  | 2  | 0 | 2 | - | 9   | 0  |
| UD Las Palmas España                                                                              | 2.ª           | 2021-22       | 18  | 2  | 1  | 0 | 0 | 0 | 19  | 2  |
| UD Las Palmas España                                                                              | Total club    | Total club    | 18  | 2  | 1  | 0 | - | - | 19  | 2  |
| Boavista Portugal                                                                                 | 1.ª           | 2022-23       | -   | -  | -  | - | - | - | -   | -  |
| Boavista Portugal                                                                                 | Total club    | Total club    | -   | -  | -  | - | - | - | -   | -  |
| Total carrera                                                                                     | Total carrera | Total carrera | 119 | 14 | 12 | 2 | 4 | 0 | 135 | 17 |
| (1) Incluye datos de La Copa del Rey y la Copa Italia. (2) Incluye datos de la Copa Sudamericana. |               |               |     |    |    |   |   |   |     |    |

## Récords
- 24 de noviembre de 2015: Jugador más joven en debutar con el Granada C. F. en la Liga BBVA
- 12 de diciembre de 2015: Jugador venezolano más joven en marcar un gol en un partido de Liga BBVA
- 12 de diciembre de 2015: Jugador más joven en marcar un gol con el Granada C. F.
- 12 de diciembre de 2015: Jugador extranjero más joven en marcar dos goles en un partido de Liga BBVA con 18 años y 195 días

## Palmarés

### Campeonatos nacionales
| Título           | Club                | País      | Año     |
| ---------------- | ------------------- | --------- | ------- |
| Copa Venezuela   | Deportivo La Guaira | Venezuela | 2014    |
| Copa de Bulgaria | CSKA Sofía          | Bulgaria  | 2020-21 |

## Vida personal
El 18 de abril de 2015, Peñaranda, siendo aún jugador del Deportivo La Guaira, fue alcanzado por una bala al igual que su compañero de equipo Charlis Ortiz mientras estaban reunidos en una pequeña fiesta. Peñaranda solo sufrió heridas menores, mientras que Ortiz fue operado al siguiente día.

### Estilo de juego
El jugador venezolano posee un estilo de juego singular, es un derecho que juega a banda cambiada por la izquierda, donde se aprovecha de su velocidad para desbordar a sus rivales hasta pisar el área enemiga, pero también siendo capaz de aguantar y burlar rivales pisando la pelota, le gusta disparar desde lejos, y le gusta regatear, hace malabares con la pelota.